# Sevuloni Mocenacagi
Sevuloni Mocenacagi, född 19 juni 1990, är en fijiansk rugbyspelare. Han ingick i det fijianska lag som tog silver i sjumannarugby vid OS 2024 i Paris.